# Херения Етрусцила
Херения Етрусцила (на латински: Herennia Cupressenia Etruscilla; Annia Cupressenia Herennia Etruscilla; † ноември 253 г.) е Августа (септември 249 – юни 251) на Римската империя, съпруга на римския император Деций Траян и майка на императорите Херений Етруск и Хостилиан. Тя произлиза от стара етруско-италска сенаторска фамилия.

## Брак с Деций Траян
Херения Етрусцила се омъжва за Деций Траян, когато той е комендант на римската армия. Около 227 г. ражда Херений Етруск, а втория син Хостилиан след 230 г.
Нейният 60-годишен съпруг получава през 246 г. задача от римския император Филип Араб, да потуши бунта на Пакациан на Дунавската граница. Деций успява и следващата година започва да подготвя въстание срещу императора. През 249 г. (или към края на 248) неговите войници го провъзгласят за император. Деций марширува към Италия и побеждава Филип близо до Верона през есента на 249 г.

## Римска императрица
След провъзгласянето на Деций за император Етрусцила получава титлата Августа (императрица).
Нейният син Херений Етруск става първо princeps iuventutis (княз на младежта), след това и съимператор. Баща и син тръгват след това на поход против готския крал Книва, за да го накажат за неговото нападение в Мизия и Дакия. В това време малкият син Хостилиан остава в Рим и императрица Херения Етрусцила става регентка.
През първата половина на юни 251 г. Херений Етруск е убит от стрела в битката при Абритус в Мизия, също и баща му. Генерал Требониан Гал става император, а Хостилиан съимператор. Когато съобщението за смъртта на двамата императори пристига в Рим, баща и син по заключение на сената са издигнати между Боговете (Дивус).
Херения Етрусцила и синът ѝ Хостилиан, умират от избухналата чума в империята през ноември 251 г. във Виминациум на р. Дунав.